# Amphilita
Amphilita là một chi bướm đêm thuộc họ Noctuidae.